# 南西パプア州
南西パプア州（なんせいパプアしゅう、インドネシア語: Papua Barat Daya）は、インドネシア東部ニューギニア島の特別州である。南西と称しているが実際は島の北西部に位置しており、ドベライ半島とラジャ・アンパット諸島を含む周辺の島嶼から成る。州都はソロン。北を太平洋、東と南を西パプア州、西を北マルク州とマルク州と接する。
2022年12月9日に西パプア州から分立した。面積は30,695平方キロメートル、人口は591,069人（2020年国勢調査）。

## 歴史
ソロンを州都とする南西パプア州の構想は2007年より存在した。2018年に当時の西パプア州知事のドミングス・マンダカンから支持された。
2022年7月7日、南西パプア州の創設を定めた法案が国会下院に提出され、11月17日に可決された。12月9日、インドネシア38番目の州として南西パプア州が発足した。

## 行政区分

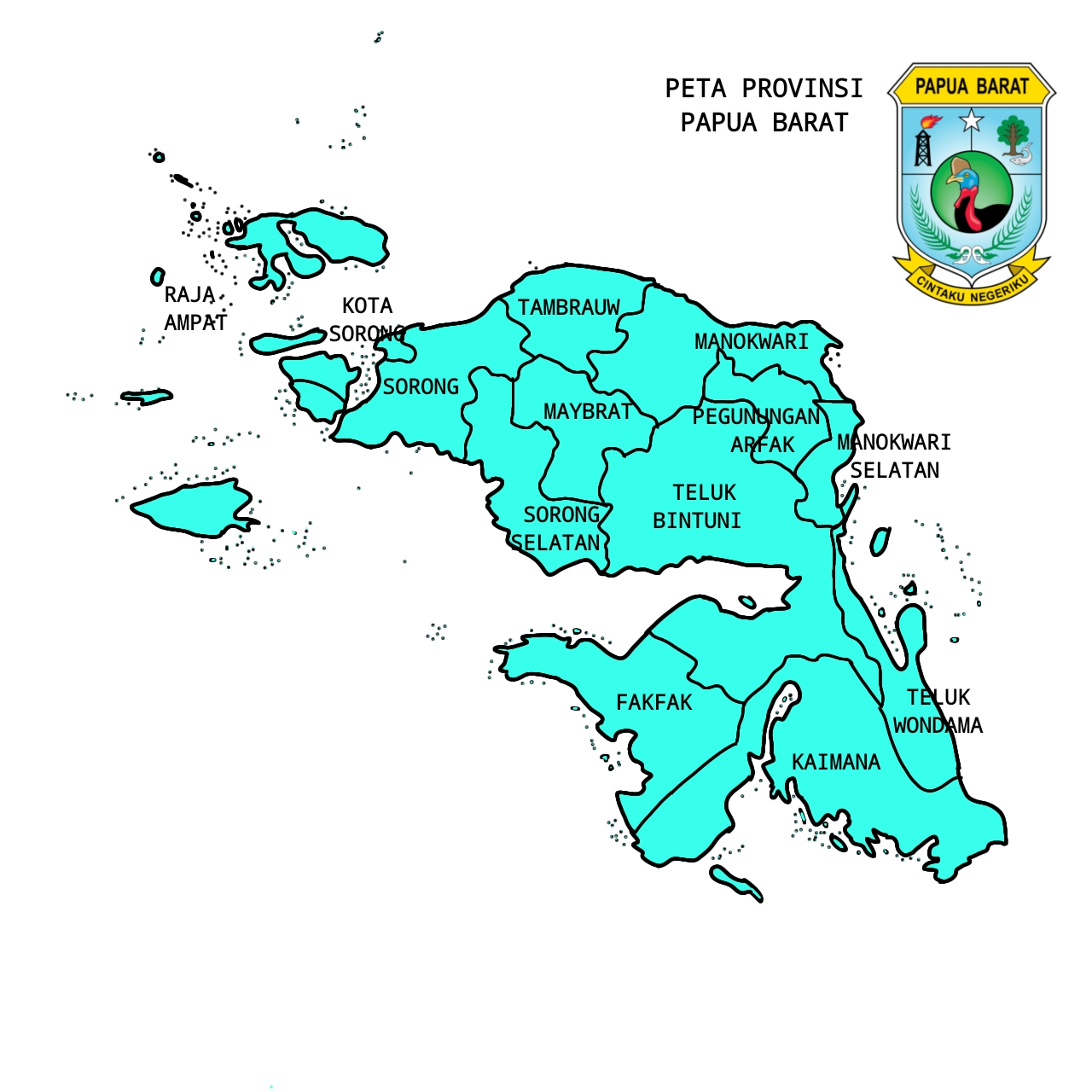
西パプア州時代の行政区分地図

5県と1市から成る。

### 県
- ソロン県（Sorong）
- 南ソロン県（Sorong Selatan）
- マイブラット県（Maybrat）
- タンブラウ県（Tambrauw）
- ラジャ・アンパット県（Raja Ampat）

### 市
- ソロン市（Kota Sorong）